# 25 лучших игроков в истории женской НБА
25 лучших игроков в истории женской НБА (англ. The W25) — это символическая сборная двадцать пятой годовщины женской НБА. ВНБА была учреждена 22 апреля 1996 года, поэтому по случаю двадцатипятилетия ассоциации сезон 2021 года считался юбилейным. На этом основании ассоциация методом голосования среди представителей средств массовой информации и выдающихся деятелей женского баскетбола решила выбрать лучших игроков двадцатипятилетия лиги. Для этого на официальном сайте лиги за четыре недели до конца регулярного сезона, 26 августа, был провозглашён список из семидесяти двух номинанток. Эта символическая сборная включает в себя двадцать пять лучших и наиболее влиятельных игроков первых двадцати пяти лет женской НБА, среди дарований которых учитывались спортивное мастерство, служение общественности, лидерские качества и вклад в развитие женского баскетбола. В эту сборную могли быть включены только игроки, выступавшие в ВНБА (минимум два сезона). Кроме этого игроки должны были соответствовать хотя бы четырём из семи критериев отбора: чемпионка женской НБА, главные индивидуальные награды ВНБА, включение в сборную всех звёзд, всех звёзд защиты или на матч всех звёзд ВНБА, в текущем рейтинге входит в сорок лучших хотя бы одного из пяти главных статистических показателей, а также является лауреатом премии лиги за активное участие в общественной деятельности. Официальные результаты голосования ассоциация обнародовала за две недели до конца регулярного сезона, 5 сентября 2021 года, в перерыве матча между клубами «Лас-Вегас Эйсес» и «Чикаго Скай», транслировавшегося на канале ABC.
За объявлением результатов выбора по «W25» сразу же последовал ещё один опрос. С 5 по 19 сентября уже болельщики голосовали на официальном сайте лиги, в её мобильном приложении и в Твиттере, чтобы определить, кого из участников «W25» они считают величайшим игроком лиги всех времён. Перед первой встречей финала ВНБА 2021, 10 октября, между клубами «Финикс Меркури» и «Чикаго Скай», в «Футпринт-центре» (Финикс, штат Аризона), этим игроком была объявлена Дайана Таурази. В пятёрку лучших вошли Сью Бёрд, Майя Мур, Кэндис Паркер и Синтия Купер.
Двадцать один игрок из двадцати пяти победителей в составе сборной США выигрывал золотые медали Олимпийских игр, двадцать две баскетболистки выигрывали чемпионские титулы, а три из них, Синтия Купер, Тина Томпсон и Шерил Свупс, выиграли четыре чемпионата подряд с «Хьюстон Кометс» (1997—2000). Десять из них являются действующими игроками. В каждой текущей франшизе есть по крайней мере один игрок в списке (в нём нет игроков, которые выступали за «Даллас Уингз», но и Свин Кэш, и Кэти Смит играли за франшизу, когда та была известна как «Детройт Шок»). Четырнадцать из них признавались MVP года, выиграв 23 из 25 наград. Десять из них выигрывали трофей новичок года. Двенадцать из них были выбраны под первым номером драфта. Девять членов команды десятилетия, выбранной в 2006 году, все ещё находятся в списке, отсутствует только Дон Стэйли, кроме того в него входят тринадцать игроков из 15 лучших, выбранных в 2011 году, плюс восемнадцать баскетболисток из 20 лучших, выбранных в 2016 году.

## Легенда к списку
| ^ | Помечены игроки, выступающие в женской НБА по сей день |
| * | Избраны в Зал славы баскетбола                         |

## Участники голосования

### 25 лучших игроков
| Игрок            | Фото | Поз. | Команды | Колледж        | Медали[a]                                                             | Титулы[a]              | Награды[a] | ASG WNBA[a]                                        | 10 лучших                               | 15 лучших            | 20 лучших            |
| ---------------- | ---- | ---- | --- | -------------- | --------------------------------------------------------------------- | ---------------------- | --- | -------------------------------------------------- | --------------------------------------- | -------------------- | -------------------- |
| Сью Бёрд*        |      | З    | Сиэтл Шторм (2002—2022) | Коннектикут    | 2004 (золото) 2008 (золото) 2012 (золото) 2016 (золото) 2020 (золото) | 2004, 2010, 2018, 2020 | KPSA (2011, 2017, 2018) All-WNBA (8 включений) | 2002—2007, 2009—2011, 2014, 2015, 2017, 2018, 2021 | Да                                      | Да                   | Да                   |
| Бриттни Грайнер^ |      | Ц    | Финикс Меркури (2013—2024) Атланта Дрим (2025—н. в.) | Бэйлор         | 2016 (золото) 2020 (золото)                                           | 2014                   | DPOY (2014, 2015) All-WNBA (6 включений) All-Def (7 включений)                                                                                     | 2013—2015, 2017—2019, 2021                         | Ещё не играла                           | Ещё не играла        | Номинант             |
| Иоланда Гриффит* |      | Ц    | Сакраменто Монархс (1999—2007) Сиэтл Шторм (2008) Индиана Фивер (2009) | FAU            | 2000 (золото) 2004 (золото)                                           | 2005                   | MVP (1999) MVP финала (2005) MVP ASG (2004) DPOY (1999) All-WNBA (5 включений)                                                                     | 1999—2001, 2003—2007                               | Да                                      | Да                   | Да                   |
| Елена Делле Донн |      | Ф    | Чикаго Скай (2013—2016) Вашингтон Мистикс (2017—2023) | Делавэр        | 2016 (золото)                                                         | 2019                   | MVP (2015, 2019) ROY (2013) All-WNBA (5 включений)                                                                                                 | 2013—2015, 2017—2019                               | Ещё не играла                           | Ещё не играла        | Номинант             |
| Лорен Джексон*   |      | Ц    | Сиэтл Шторм (2001—2012) | AIS            | 2000 (серебро) 2004 (серебро) 2008 (серебро) 2012 (бронза)            | 2004, 2010             | MVP (2003, 2007, 2010) MVP финала (2010) DPOY (2007) All-WNBA (8 включений) All-Def (5 включений)                                                  | 2001—2003, 2005—2007, 2009—2010                    | Да                                      | Да                   | Да                   |
| Синтия Купер*    |      | З    | Хьюстон Кометс (1997—2000, 2003) | USC            | 1988 (золото) 1992 (бронза)                                           | 1997—2000              | MVP (1997, 1998) MVP финала (1997—2000) All-WNBA (4 включения)                                                                                     | 1999, 2000, 2003                                   | Да                                      | Да                   | Да                   |
| Тамика Кэтчингс* |      | Ф    | Индиана Фивер (2002—2016) | Теннесси       | 2004 (золото) 2008 (золото) 2012 (золото) 2016 (золото)               | 2012                   | MVP (2011) MVP финала (2012) DPOY (2005, 2006, 2009, 2010, 2012) ROY (2002) KPSA (2010, 2013, 2016) All-WNBA (12 включений) All-Def (12 включений) | 2002—2007, 2009—2011, 2013—2015                    | Да                                      | Да                   | Да                   |
| Свин Кэш*        |      | Ф    | Детройт Шок (2002—2007) Сиэтл Шторм (2008—2011) Чикаго Скай (2012—2013) Атланта Дрим (2014) Нью-Йорк Либерти (2014—2016)                                                    | Коннектикут    | 2004 (золото) 2012 (золото)                                           | 2003, 2006, 2010       | MVP ASG (2009, 2011) KPSA (2013) All-WNBA (2 включения) All-Def (1 включение)                                                                      | 2003—2005, 2009—2011                               | Номинант                                | Номинант             | Да                   |
| Лиза Лесли*      |      | Ц    | Лос-Анджелес Спаркс (1997—2009) | USC            | 1996 (золото) 2000 (золото) 2004 (золото) 2008 (золото)               | 2001, 2002             | MVP (2001, 2004, 2006) MVP финала (2001, 2002) MVP ASG (1999, 2001, 2002) DPOY (2004, 2008) All-WNBA (12 включений) All-Def (4 включения)          | 1999—2006, 2009                                    | Да                                      | Да                   | Да                   |
| Энджел Маккатри  |      | Ф    | Атланта Дрим (2009—2019) Лас-Вегас Эйсес (2020—2021) Миннесота Линкс (2022)                                                                                                 | Луисвилл       | 2012 (золото) 2016 (золото)                                           | —                      | ROY (2009) All-WNBA (6 включений) All-Def (7 включений)                                                                                            | 2011, 2013—2015, 2018                              | Ещё не играла                           | Только начала играть | Номинант             |
| Майя Мур*[b]     |      | Ф    | Миннесота Линкс (2011—2018) | Коннектикут    | 2012 (золото) 2016 (золото)                                           | 2011, 2013, 2015, 2017 | MVP (2014) MVP финала (2013) MVP ASG (2015, 2017, 2018) ROY (2011) All-WNBA (7 включений) All-Def (2 включения)                                    | 2011, 2013—2015, 2017, 2018                        | Ещё не играла                           | Только начала играть | Да                   |
| Сеймон Огастус*  |      | Ф    | Миннесота Линкс (2006—2019) Лос-Анджелес Спаркс (2020) | Луизиана Стэйт | 2008 (золото) 2012 (золото) 2016 (золото)                             | 2011, 2013, 2015       | MVP финала (2011) ROY (2006) All-WNBA (6 включений)                                                                                                | 2006—2007, 2011, 2013—2015                         | Только начала играть                    | Номинант             | Да                   |
| Ннека Огвумике^  |      | Ф    | Лос-Анджелес Спаркс (2012—2023) Сиэтл Шторм (2024—н. в.) | Стэнфорд       | —                                                                     | 2016                   | MVP (2016) ROY (2012) KPSA (2019—2021) All-WNBA (4 включения) All-Def (5 включений)                                                                | 2013—2015, 2017—2019                               | Ещё не играла                           | Ещё не играла        | Номинант             |
| Кэндис Паркер    |      | Ф    | Лос-Анджелес Спаркс (2008—2020) Чикаго Скай (2021—2022) Лас-Вегас Эйсес (2023)                                                                                              | Теннесси       | 2008 (золото) 2012 (золото)                                           | 2016, 2021             | MVP (2008, 2013) MVP финала (2016) MVP ASG (2013) DPOY (2020) ROY (2008) All-WNBA (9 включений) All-Def (2 включения)                              | 2011, 2013, 2014, 2017, 2018, 2021                 | Ещё не играла                           | Номинант             | Да                   |
| Тиша Пенишейру   |      | З    | Сакраменто Монархс (1998—2009) Лос-Анджелес Спаркс (2010—2011) Чикаго Скай (2012)                                                                                           | Олд Доминион   | —                                                                     | 2005                   | All-WNBA (3 включения) All-Def (1 включение) | 1999—2002                                          | Вошла в число пяти достойных упоминания | Да                   | Да                   |
| Кэппи Пондекстер |      | З    | Финикс Меркури (2006—2009) Нью-Йорк Либерти (2010—2014) Чикаго Скай (2015—2017) Лос-Анджелес Спаркс (2018)                                                                  | Ратгерс        | 2008 (золото)                                                         | 2007, 2009             | MVP финала (2007) All-WNBA (4 включения) All-Def (1 включение)                                                                                     | 2006, 2007, 2009—2011, 2013—2015                   | Только начала играть                    | Да                   | Да                   |
| Шерил Свупс*     |      | Ф    | Хьюстон Кометс (1997—2007) Сиэтл Шторм (2008) Талса Шок (2011) | Техас Тек      | 1996 (золото) 2000 (золото) 2004 (золото)                             | 1997—2000              | MVP (2000, 2002, 2005) MVP ASG (2005) DPOY (2000, 2002, 2003) All-WNBA (7 включений) All-Def (2 включения)                                         | 1999, 2000, 2002—2006                              | Да                                      | Да                   | Да                   |
| Кэти Смит*       |      | Ф    | Миннесота Линкс (1999—2005) Детройт Шок (2006—2009) Вашингтон Мистикс (2010) Сиэтл Шторм (2011—2012) Нью-Йорк Либерти (2013)                                                | Огайо Стэйт    | 2000 (золото) 2004 (золото) 2008 (золото)                             | 2006, 2008             | MVP финала (2008) All-WNBA (4 включения) All-Def (1 включение)                                                                                     | 2000—2006, 2009                                    | Да                                      | Да                   | Да                   |
| Брианна Стюарт^  |      | Ф    | Сиэтл Шторм (2016—2022) Нью-Йорк Либерти (2023—н. в.) | Коннектикут    | 2016 (золото) 2020 (золото)                                           | 2018, 2020             | MVP (2018) MVP финала (2018, 2020) ROY (2016) All-WNBA (4 включения) All-Def (3 включения)                                                         | 2017, 2018, 2021                                   | Ещё не играла                           | Ещё не играла        | Только начала играть |
| Дайана Таурази   |      | З    | Финикс Меркури (2004—2024) | Коннектикут    | 2004 (золото) 2008 (золото) 2012 (золото) 2016 (золото) 2020 (золото) | 2007, 2009, 2014       | MVP (2009) MVP финала (2009, 2014) ROY (2004) All-WNBA (14 включений)                                                                              | 2004—2007, 2009—2011, 2013, 2014, 2017, 2018, 2021 | Вошла в число пяти достойных упоминания | Да                   | Да                   |
| Тина Томпсон*    |      | Ф    | Хьюстон Кометс (1997—2008) Лос-Анджелес Спаркс (2009—2011) Сиэтл Шторм (2012—2013)                                                                                          | USC            | 2004 (золото) 2008 (золото)                                           | 1997—2000              | MVP ASG (2000) All-WNBA (8 включений) | 1999—2004, 2006—2007, 2009, 2013                   | Да                                      | Да                   | Да                   |
| Линдсей Уэйлен*  |      | З    | Коннектикут Сан (2004—2009) Миннесота Линкс (2010—2018) | Миннесота      | 2012 (золото) 2016 (золото)                                           | 2011, 2013, 2015       | All-WNBA (5 включений) | 2004, 2006, 2010, 2011, 2013—2015                  | Нет                                     | Нет                  | Да                   |
| Сильвия Фаулз*   |      | Ц    | Чикаго Скай (2008—2014) Миннесота Линкс (2015—2022) | Луизиана Стэйт | 2008 (золото) 2012 (золото) 2016 (золото) 2020 (золото)               | 2015, 2017             | MVP (2017) MVP финала (2015, 2017) DPOY (2011, 2013, 2016, 2021) All-WNBA (7 включений) All-Def (10 включений)                                     | 2009, 2011, 2013, 2017—2019, 2021                  | Ещё не играла                           | Только начала играть | Номинант             |
| / Бекки Хэммон*  |      | З    | Нью-Йорк Либерти (1999—2006) Сан-Антонио Силвер Старз (2007—2014) | Колорадо Стэйт | 2008 (бронза)                                                         | —                      | KPSA (2014) All-WNBA (4 включения) | 2003—2007, 2009—2011                               | Номинант                                | Да                   | Да                   |
| Тина Чарльз^     |      | Ц    | Коннектикут Сан (2010—2013) Нью-Йорк Либерти (2014—2019) Вашингтон Мистикс (2021) Финикс Меркури (2022) Сиэтл Шторм (2022) Атланта Дрим (2024) Коннектикут Сан (2024—н. в.) | Коннектикут    | 2012 (золото) 2016 (золото) 2020 (золото)                             | —                      | MVP (2012) ROY (2010) All-WNBA (9 включений) All-Def (4 включения)                                                                                 | 2011, 2013—2015, 2017—2019, 2021                   | Ещё не играла                           | Только начала играть | Номинант             |

### Другие претенденты
26 августа 2021 года, за четыре недели до завершения регулярного чемпионата очередного сезона, женская НБА представила общественности список из семидесяти двух лучших баскетболисток, претендентов в сборную двадцатипятилетия. В этом подразделе указаны все сорок семь конкурсанток, которые были номинированы, но не были выбраны в предыдущий список:
| - Жанет Аркейн[i] - Ариэль Аткинс[c] - Талли Бевилаква - Алана Бирд[k] - Деванна Боннер[c], [k] - Ребекка Брансон[k] - Кортни Вандерслут[c] - Дженнифер Гиллом[i] - Челси Грей[c] - Эрика де Соуза[c], [k] - Брианн Дженьюари[c] - Джонквел Джонс[c] | - Эйша Джонс - Скайлар Диггинс[c], [k] - Тамека Диксон[i] - Кэти Дуглас[j] - Нафиса Коллиер[c] - Лиз Кэмбидж[c] - Бетти Леннокс[k] - Джуэл Лойд[c] - Кара Лоусон[k] - Кристал Лэнгхорн[k] - Тадж Макуильямс[g] - Делиша Милтон[g] | - Эмма Миссеман[c] - Рене Монтгомери - Деанна Нолан[e], [h] - Арике Огунбовале[c] - Венди Палмер[k] - Николь Пауэлл[k] - Джиа Перкинс - Пленетт Пирсон[k] - Эпифанни Принс[c] - Рут Райли[k] - Даниэлла Робинсон[c], [k] - Пенни Тейлор[j] | - Никки Тисли[k] - Кристи Толивер[c] - Тереза Уизерспун[d] - Эйжа Уилсон[c] - Натали Уильямс[g] - Элизабет Уильямс[c] - Шерил Форд[j] - Тиффани Хейз[c] - Наташа Ховард[c] - Чамик Холдскло[f] - София Янг[k] |

- a  Завоёванные Олимпийские медали, чемпионские титулы, награды и матчи всех звёзд, в которых игроки принимали участие, указаны на момент завершения сезона 2021 года.
- b  Майя Мур не играла в ВНБА с сезона 2018 года, но официально ещё не объявляла о своём уходе.
- c  На момент объявления результатов голосования баскетболистка ещё продолжала свою профессиональную игровую карьеру.
- d  Были включены как в 15 лучших игроков в истории женской НБА, так и в число 20 лучших игроков в истории женской НБА.
- e  Были включены в 20 лучших игроков в истории женской НБА.
- f  Вошли в число пяти игроков, достойных упоминания, во время голосования в сборную десятилетия, а также были номинированы в число 15 лучших и 20 лучших.
- g  Были номинированы в сборную десятилетия, в 15 лучших и в 20 лучших.
- h  Были номинированы в сборную десятилетия и в 15 лучших.
- i  Были номинированы в сборную десятилетия и в 20 лучших.
- j  Были номинированы в 15 лучших и в 20 лучших.
- k  Были номинированы в 20 лучших.

## Другие юбилейные сборные
Помимо 25 лучших игроков в истории ВНБА 13 июля 2006 года, на следующий день после проведения матча всех звёзд, лига также посредством голосования выбрала сборную десятилетия ассоциации. Помимо десяти лучших игроков ВНБА также представила список из пяти баскетболисток, которые своими выступлениями получили право быть достойными упоминания. В их число вошли Тиша Пенишейру, Дайана Таурази, Тереза Уизерспун, Рути Болтон и Чамик Холдскло.
23 июля 2011 года, во время большого перерыва матча всех звёзд, ассоциация опять же путём голосования выбрала 15 лучших игроков в истории женской НБА. В эту сборную были включены три из пяти баскетболисток, которые в сборной десятилетия были указаны, как достойные упоминания, Тиша Пенишейру, Дайана Таурази и Тереза Уизерспун, а на место двух оставшихся игроков, Рути Болтон и Чамик Холдскло, в число 15 лучших были включены Кэппи Пондекстер и Бекки Хэммон.
21 июня 2016 года, через пять недель после начала очередного сезона, ассоциация тоже методом голосования выбрала 20 лучших игроков в истории женской НБА. В эту сборную были включены четырнадцать из пятнадцати баскетболисток, которые вошли в 15 лучших, кроме того в их число попали четыре номинантки этого списка, Свин Кэш, Деанна Нолан, Сеймон Огастус и Кэндис Паркер, а также два новичка Майя Мур и Линдсей Уэйлен. Однако у первых двух символических сборных есть одна отличительная особенность от списка 20 лучших игроков, их членов выбирали лишь из тридцати претенденток, а не из шестидесяти.

## Комментарии
- Почти все баскетболистки, члены 25 лучших игроков в истории ВНБА, становились олимпийскими чемпионами в составе национальной сборной США, исключением являются: Лорен Джексон, выигравшая три серебряные и одну бронзовую медали в составе сборной Австралии, Бекки Хэммон, завоевавшая одну бронзу в составе сборной России, Тиша Пенишейру, защищавшая цвета сборной Португалии, которая никогда не играла на Олимпийских играх, а также Ннека Огвумике, ей в составе национальной сборной США пока что удалось выступить лишь на чемпионатах мира.
- Первый матч всех звезд женской НБА состоялся в 1999 году, и вплоть до 2003 года эти матчи проводились ежегодно. Препоной этому стал матч всех звёзд женской НБА 2004 года, который стал первым альтернативным матчем всех звёзд женской НБА и получил название «The Game at Radio City» по месту своего проведения в Радио-сити-мьюзик-холле, театрально-концертном зале Нью-Йорка. В 2010 году состоялся уже второй альтернативный матч всех звёзд ВНБА, который назывался «Stars at the Sun» опять же по месту своего проведения на «Мохеган Сан Арене», домашней площадке команды «Коннектикут Сан». И хотя эти игры не считаются матчами всех звёзд, их статус постоянно оспаривается, в первую очередь по причине сборных, которые принимали участие в этих встречах. До 2003 года в матчах всех звёзд соревновались сборные Востока и Запада, а в альтернативных матчах принимали участие национальная сборная США и обобщённая сборная женской НБА, составленная из игроков обеих конференций. Но как бы то ни было «The Game at Radio City» и «Stars at the Sun» считаются лишь альтернативными матчами всех звёзд женской НБА.
- В 2020 году матч всех звёзд не состоялся в связи с проведением Олимпийских игр в Токио, которые из-за пандемии COVID-19 были перенесены на следующий год. В связи с переносом Олимпийских игр на 2021 год лига провела предолимпийскую игру между игроками ВНБА из обеих конференций и олимпийской сборной США. Однако в отличие от игр «The Game at Radio City» и «Stars at the Sun» встреча 2021 года была официально классифицирована как матч всех звёзд, так как на этот год она была запланирована.
- Баскетболистки, которые по итогам голосования были выбраны в стартовый состав сборной Востока или Запада на тот или иной матч всех звёзд ВНБА, однако не смогли сыграть в нём из-за травмы, тем не менее считаются игроками стартового состава. Таким же образом игроки, которые были выбраны в резервный состав команд матча всех звёзд по тем же результатам голосования, а также те, которые заняли места травмированных игроков, в равной мере считаются резервистами.